# Marguerite Davis
Marguerite Davis (Racine, Wisconsin, 16 de setembro de 1887 —  Racine, 19 de setembro de 1967) foi uma profissional química estadunidense. Foi co-descobridora da vitamina A e complexo B em parceria com Elmer McCollum, em 1913.